# Christian Potenza
Christian Potenza (Ottawa, 23 de Dezembro de 1972) é um ator e dublador canadense. Sua carreira na televisão começou no ano de 1997, quando apareceu pela primeira vez na série televisiva Riverdale como o personagem Jimmy.

## Filmografia

### Longas-metragens
| Ano  | Filme                                            | Papel                |
| ---- | ------------------------------------------------ | -------------------- |
| 1999 | Forever Mine                                     | Oficial de Correções |
| 2002 | The Tuxedo                                       | Joel, o Agente       |
| 2003 | The Arbuckle Academy                             | Bobby                |
| 2004 | Ham & Cheese                                     | Patt Watts           |
| 2004 | My Brother's Keepe · Sand du frère, Le ( Canadá) | Dave                 |
| 2005 | King's Ransom                                    | Oficial Holland      |
| 2005 | A Wind and a Prayer                              | Barry                |
| 2005 | The White Dog Sacrifice                          | Rob                  |
| 2005 | Neil                                             | Homem Desabrigado    |
| 2006 | Run Robot Run!                                   | Garth                |
| 2006 | Population 436                                   | Frank Ramsey         |

### Televisão
| Ano  | Programa                           | Episódio(s)             | Papel/Voz           |
| ---- | ---------------------------------- | ----------------------- | ------------------- |
| 1997 | Riverdale                          | (não encontrado)        | Jimmy               |
| 1998 | Naked City: Justice With a Bullet  | (não encontrado)        | Rudy                |
| 1999 | La Femme Nikita · Nikita ( Canadá) | Any Means Necessary     | Reuben              |
| 2000 | The Famous Jett Jackson            | Beauregard's Beach Bash | Agente Spencer      |
| 2000 | Hendrix                            | (não encontrado)        | Chas Chandler       |
| 2000 | One Kill                           | (não encontrado)        | Parker              |
| 2000 | The Thin Blue Lie                  | (não encontrado)        | Danny O'Brien       |
| 2000 | Twice in a Lifetime                | Birds of Paradise       | Barry Jovem         |
| 2001 | Degrassi: The Next Generation      | The Mating Game         | Cashier             |
| 2001 | The Famous Jett Jackson            | Battle of Wilsted       | Agente Spencer      |
| 2001 | Leap Years                         | Episódios #1.10 a #1.15 | Garoto Iluminado    |
| 2002 | The Newsroom                       | (não encontrado)        | Chris               |
| 2002 | Patti                              | (não encontrado)        | (não encontrado)    |
| 2003 | The One                            | (não encontrado)        | Bill                |
| 2004 | Seis Dezesseis                     | Todos                   | Jude Lizowski (voz) |
| 2005 | The Tournament                     | (não encontrado)        | Doug                |
| 2005 | The Shakespeare Comedy Show        | Episódio #1.2           | (não encontrado)    |
| 2008 | Ilha dos Desafios                  | Todos                   | Chris McClean (voz) |
| 2010 | Luzes, Drama, Ação!                | Todos                   | Chris McClean (voz) |
| 2011 | Drama Total: Turnê Mundial         | Todos                   | Chris McClean (voz) |
| 2012 | [[tal Drama: Revenge of the Island | Todos                   | Chris McClean (voz) |
| 2013 | Drama Total: Todas as Estrelas     | Todos                   | Chris McClean (voz) |
| 2014 | Drama Total A Nova Ilha            | Todos                   | Chris McClean (voz) |
| 2018 | Drama Total Daycare                | Todos                   | Chris McClean (voz) |